# Palomares
För andra betydelser, se Palomares (olika betydelser).

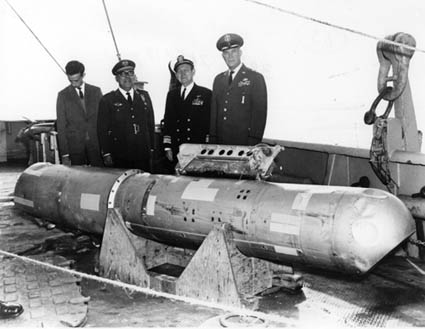
Vätebomben som hittades i Medelhavet

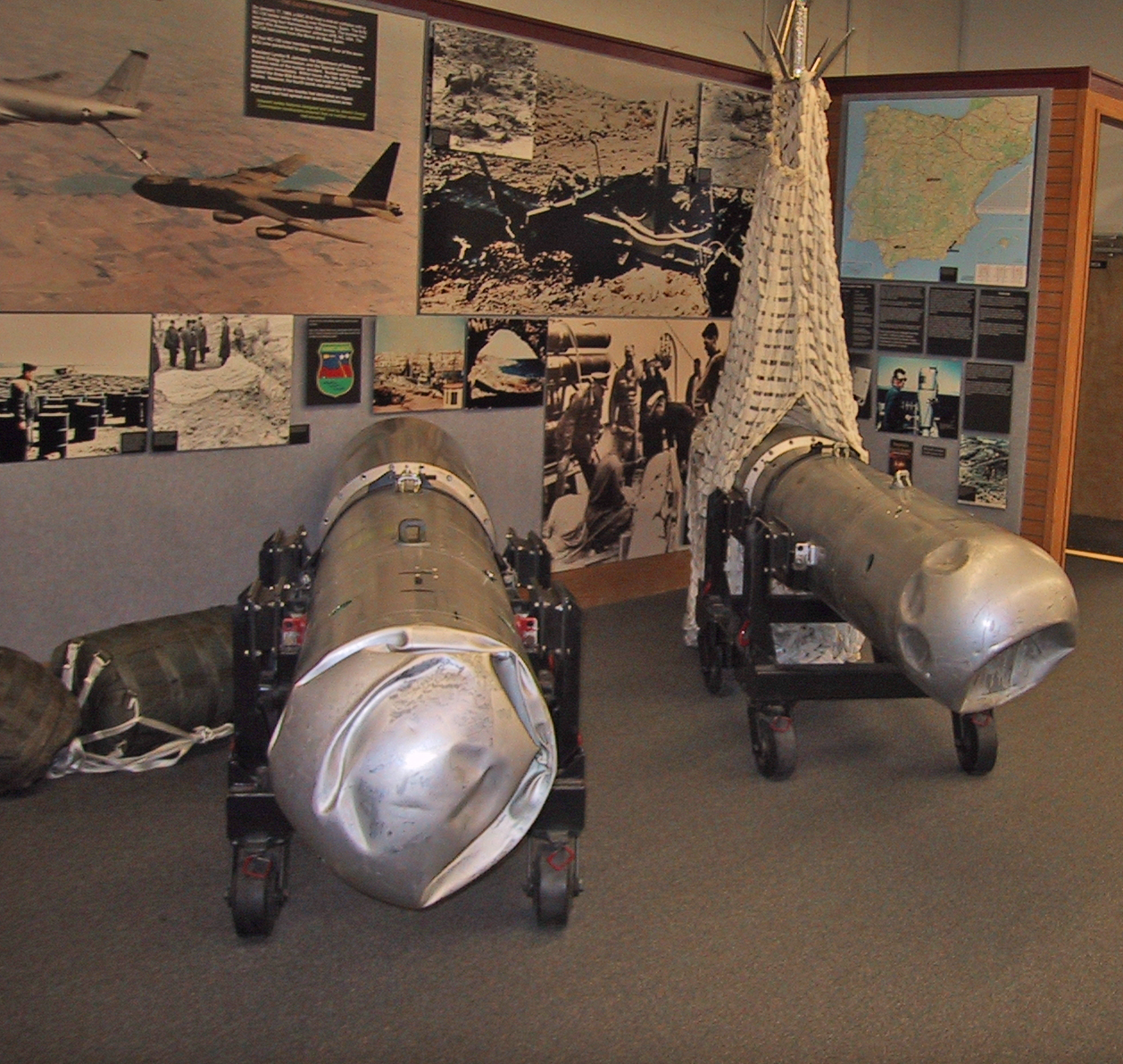
Höljet av två av bomberna i National Atomic Museum i Albuquerque

Palomares är en liten ort i Andalusien vid den spanska sydkusten mellan Almeria och Cartagena. Orten blev känd för att den träffades av fyra vätebomber 17 januari 1966. Palomares hade då ungefär 2 000 invånare.

## Olyckan med vätebomberna
På 1960-talet höll amerikanska Strategic Air Command konstant atomvapen i luften för att med sin andraslagsförmåga kunna avskräcka Sovjetunionen från ett kärnvapenanfall. Boeing B-52 Stratofortress med kärnvapen ombord kunde flyga länge genom lufttankning. 17 januari 1966 krockade på 9000 meters höjd en B-52 med sin Boeing KC-135 Stratotanker. Flygplanens vrakdelar spreds ut i ett område på 15 × 15 km kring Palomares. 
Vätebomberna var säkrade och någon kärnexplosion inträffade inte. Dock exploderade två av bomberna med den konventionella kemiska trigger, och plutonium spreds över byns tomatodlingar. En tredje bomb påträffades intakt. Den fjärde bomben föll i havet och hittades först tre månader senare.